# Дашкевич, Владимир Сергеевич
Влади́мир Серге́евич Дашке́вич (род. 20 января 1934, Москва, СССР) — советский и российский композитор, теоретик музыки. Заслуженный деятель искусств Российской Федерации (2002). Лауреат Государственной премии СССР (1991). Член Союза композиторов СССР с 1965 года.
Автор 9 симфоний, 3 опер, 5 мюзиклов, 5 инструментальных концертов, музыки более чем к 30 спектаклям и примерно к 90 фильмам, многочисленных произведений камерной, программной и вокальной музыки.

## Биография
Владимир Дашкевич родился 20 января 1934 года в Москве. Его отец, Сергей Леонидович Дашкевич (1896), по происхождению дворянин; после революции, примкнув к большевикам, ушёл из семьи. В 1938 году был репрессирован, в 1954 году освобождён. Мать, Анна Ильинична Дашкевич, урождённая Шнеерсон, родилась в 1906 году в Сураже Черниговской губернии в еврейской семье.
В 1950-х годах Дашкевич поступил в Московский институт тонкой химической технологии, по окончании которого получил диплом инженера-химика. После вуза, параллельно с работой по полученной специальности, учился музыке, посещая семинар самодеятельных композиторов. Занимался под руководством Филиппа Гершковича и Николая Каретникова.
В 1962 году Дашкевич получил второе высшее образование — музыкальное, окончив Музыкально-педагогический институт имени Гнесиных (класс Арама Хачатуряна).
В 1991—1993 годах возглавлял Союз композиторов Москвы.
С 1993 года — председатель исполкома Международной ассоциации композиторских организаций.
Хобби — игра в шахматы.

## Музыкальное творчество
Дашкевич много и плодотворно работает в кино. В 1973 году в фильме «Капля в море» впервые прозвучала его знаменитая «сказочная тема», ставшая музыкальной заставкой телепередачи «В гостях у сказки». Эта мелодия также использовалась в различных сюжетах «Ералаша», а в 1982 году — в фильме «Там, на неведомых дорожках…», в том числе в песне «Приходите в гости к нам» (в исполнении Ольги Рождественской), для которой Юлий Ким написал слова (в картине «Капля в море» песня имела другой текст и называлась «Шапка-невидимка»).
С 1979 по 1986 год работал над музыкой для цикла фильмов «Приключения Шерлока Холмса и доктора Ватсона». Известность получила и написанная композитором главная тема к кинофильму «Собачье сердце» (1988).
Составители «Новейшей истории отечественного кино» характеризуют Владимира Дашкевича как композитора-актёра, который «превосходно умеет соответствовать задачам игровым, театральным, стилизаторским». Эти качества, проявившиеся в дебютном «Бумбараше», были продолжены в других фильмах с участием Дашкевича.
В 1996—2008 годах Владимир Дашкевич был композитором в передаче «Джентльмен-шоу».
Помимо симфонической музыки сочиняет песни и другие вокальные произведения на стихи Юлия Кима, а также русских и зарубежных поэтов. Сотрудничество с Еленой Камбуровой вылилось в вокальные циклы на стихи поэтов Серебряного века.

## Основные произведения
- I симфония (1964)
- оратория «Фауст» (1964)
- Концерт для виолончели с оркестром (1973)
- мюзикл «Бумбараш» (1974)
- вокальные циклы на стихи А. А. Блока, В. В. Маяковского, О. Э. Мандельштама
- опера «Клоп» (1980)
- мюзикл «Пеппи Длинный чулок» (1974)
- IV симфония «Реквием» на стихи Анны Ахматовой, исполняет Елена Камбурова (1988)
- V симфония «Сохрани мою речь» на сл. О. Мандельштама (1989) для оркестра и солиста
- «Колымский реквием» для хора и оркестра (1990)
- Концерт для скрипки с оркестром (2003)
- Фортепианный концерт (2007)
- опера «Ревизор» (2007)[12]
- Опера «Двенадцать» (2014; на собственное либретто, по стихам Александра Блока)

## Фильмография

### Работы в кино
1. 1970 — Полчаса на чудеса
2. 1970 — Феерическая комедия
3. 1971 — Бумбараш
4. 1972 — Гонщики
5. 1972 — Заячий заповедник
6. 1972 — Перевод с английского
7. 1972 — Семнадцатый трансатлантический
8. 1973 — Капля в море
9. 1973 — Ринг
10. 1974 — Засекреченный город
11. 1974 — Под каменным небом
12. 1974 — Рассказы о Кешке и его друзьях
13. 1974 — Ералаш — выпуск № 2, сюжет «Гостеприимство»
14. 1975 — Маяковский смеётся
15. 1975 — Волны Чёрного моря (Фильм 1. «Белеет парус одинокий», Фильм 2. «Зимний ветер»)
16. 1976 — Предположим, ты капитан…
17. 1976 — Сентиментальный роман
18. 1976 — Ералаш — выпуск № 8, сюжет «Футбольный мяч»
19. 1978 — Красавец-мужчина
20. 1978 — Ярославна, королева Франции
21. 1979 — В одно прекрасное детство
22. 1979 — Капитан Соври-голова
23. 1979 — Голубой карбункул
24. 1979 — Полюбите клоуна
25. 1979 — Шерлок Холмс и доктор Ватсон
26. 1980 — Клоун
27. 1980 — Приключения Шерлока Холмса и доктора Ватсона
28. 1981 — Всем — спасибо!
29. 1981 — Приключения Шерлока Холмса и доктора Ватсона: Собака Баскервилей
30. 1981 — Третье измерение
31. 1982 — Транзит
32. 1982 — Инспектор Лосев
33. 1982 — Культпоход в театр
34. 1982 — Там, на неведомых дорожках…
35. 1983 — Приключения Шерлока Холмса и доктора Ватсона: Сокровища Агры
36. 1983 — Петля
37. 1984 — Без семьи
38. 1984 — Пеппи Длинныйчулок
39. 1984 — Капитан Фракасс
40. 1985 — Зимняя вишня
41. 1985 — Как стать счастливым
42. 1985 — Пароль знали двое
43. 1986 — Голос
44. 1986 — Мой нежно любимый детектив
45. 1986 — Плюмбум, или Опасная игра
46. 1986 — Приключения Шерлока Холмса и доктора Ватсона: Двадцатый век начинается
47. 1986 — Путь к себе
48. 1987 — Единожды солгав…
49. 1988 — Клад
50. 1988 — Продление рода
51. 1988 — Слуга
52. 1988 — Собачье сердце
53. 1988 — Филиал
54. 1989 — Катала
55. 1990 — Возвращение в Зурбаган
56. 1990 — Зимняя вишня 2
57. 1990 — Мои люди
58. 1990 — Человек из чёрной «Волги»
59. 1990 — Это мы, Господи!
60. 1991 — Армавир
61. 1991 — Афганский излом
62. 1991 — Тень, или Может быть, всё обойдётся
63. 1992 — Ключ
64. 1992 — Тьма
65. 1992 — Удачи вам, господа!
66. 1992 — Цена головы
67. 1993 — Бездна, круг седьмой
68. 1995 — Зимняя вишня 3
69. 1995 — Одинокий игрок
70. 1995 — Роковые яйца
71. 1996 — Страницы театральной пародии
72. 1997 — Вор
73. 1998 — Цирк сгорел, и клоуны разбежались
74. 1998 — Му-му
75. 1999 — Ворошиловский стрелок
76. 1999 — Что сказал покойник (телесериал)
77. 2000 — Вместо меня
78. 2000 — Воспоминания о Шерлоке Холмсе
79. 2000 — Дом для богатых
80. 2000 — Остановка по требованию
81. 2001 — Пятый угол
82. 2001 — Идеальная пара (телесериал)
83. 2002 — Азазель
84. 2002 — Вовочка
85. 2003 — Непобеждённые
86. 2004 — Тимур и его коммандос
87. 2004 — Против течения
88. 2004 — Ниро Вульф и Арчи Гудвин
89. 2005 — Чердачная история
90. 2005 — Я тебя обожаю…
91. 2006 — Последняя исповедь
92. 2007 — Ниоткуда с любовью, или Весёлые похороны
93. 2008 — Взятки гладки
94. 2011 — Пётр Первый. Завещание
95. 2014 — Приказано забыть
96. 2017 — Три сестры

### Работы в мультипликации
- 1965 — «Медвежонок на дороге»
- 1966 — «Знакомые лица»
- 1966 — «Дорогая дорога» (киножурнал «Фитиль» № 46)
- 1967 — «Гора динозавров»
- 1967 — «Могло случиться»
- 1967 — «Штурмовщина» (киножурнал «Фитиль» № 59)
- 1982 — «Девочка + дракон» по мотивам сказок Дональда Биссета
- 1983 — «Малиновое варенье»
- 1984 — «Забытый день рождения»
- 1985 — «Крококот»
- 1985 — «Снегопад из холодильника»
- 1985 — «Чужая шуба»
- 1986 — «Урок музыки»
- 1987 — «Вреднюга»
- 1987 — «Непобеждённые»
- 1988 — «Солдатский долг»
- 1989 — «Данило и Ненила»
- 1990 — «Данило и Ненила — 2»

## Признание и награды
- 1986 — премия журнала «Советский экран» (за музыку к фильму «Зимняя вишня»)
- 1991 — Государственная премия СССР (за музыку к фильму «Слуга»)
- 1998 — кинопремия «Ника» (за музыку к фильму «Вор»)
- 1998 — «Кинотавр» — приз имени М. Таривердиева (за музыку к фильму «Цирк сгорел, и клоуны разбежались»)
- 2002 — Заслуженный деятель искусств Российской Федерации — за заслуги в области искусства[13]
- 2008 — Российский кинофестиваль «Литература и кино» — приз за лучшую музыку (фильм «Ниоткуда с любовью, или Весёлые похороны»)
- 2018 — кинопремия «Ника» (за музыку к фильму «Три сестры»)